# Estació de Florència Santa Maria Novella
L'Estació de Florència Santa Maria Novella (en italià: Stazione di Firenze Santa Maria Novella o Firenze SMN) és la principal estació de ferrocarril de Florència i de tota la regió de la Toscana. L'estació és utilitzada per 59.000.000 persones cada any i és una de les més importants d'Itàlia.
Està localitzada al nord del final de la línia d'alta velocitat Florència-Roma, la qual es va completar el 26 de maig de 1992 i al sud del final de la línia Bolonya-Florència, oberta el 22 d'abril de 1934. Una nova línia d'alta velocitat a Bolonya va ser inaugurada el 13 de desembre de 2009. L'estació és també utilitzada per trens regionals que connecten Florència amb Pisa, Livorno, Lucca, Viareggio, Bolonya i Faenza.

## Història
L'estació va ser dissenyada el 1932 per un grup d'arquitectes coneguts amb el nom de Gruppo Toscano, dels quals Giovanni Michelucci i Italo Gamberini eren membres. L'edifici va ser construït entre els anys 1932 i 1934. El pla de l'edifici, vist des de dalt, estava basat en el fascio littorio, el símbol del Partit Nacional Feixista de Benito Mussolini. L'edifici és una de les obres clau del modernisme italià, però té una mica a veure amb el moviment racionalista italià. L'estació va ser dissenyada per a substituir l'antiga Stazione Maria Antonia.
El nom de l'estació prové de l'església d'estil gòtic de Santa Maria Novella, situada a l'altre costat del carrer on es troba l'estació. L'interior de l'estació compta amb un sostre de metall i vidre sobre el principal vestíbul de passatgers que s'alinea en perpendicular a les vies. Aquest sostre abasteix tot el vestíbul de passatgers sense cap mena de columna de suport, donant una sensació d'obertura i gran espai. Prop l'andana de la via 8 hi ha una placa commemorativa en record als trens carregats de jueus deportats d'Itàlia que es dirigien als camps de concentració nazi durant la Segona Guerra Mundial.